# Hwang Shin-hye
Hwang Shin-Hye (de nacimiento Hwang Jung-Man) es una  actriz surcoreana.

## Carrera
Shin-Hye estaba estudiando para convertirse en asistente de vuelo en el Inha Technical College (Colegio Técnico), establecido en 1958, como un anexo del Inha Institute of Technology  (institución madre de Inha University), cuando comenzó su carrera como modelo para Taepyeongyang Cosmetics. 
En 1983, cuando todavía era una estudiante, debutó como actriz en el drama Father and Son (Padre e Hijo) y rápidamente alcanzó fama como "el más perfecto rostro en Corea." 
Su primera película fue Our Sweet Days of Youth (Nuestros dulces días de juventud) del director Bae Chang-ho (1987), en la que interpretaba a una mujer divorciada que se casa con su verdadero amor.
También protagonizó un gran número de películas del director Park Chul-soo, comenzando con The Woman Who Walks on Water (La Mujer Que Camina sobre el Agua).
A partir de 1995, interpretó diversos personajes, incluyendo el de una mujer con trastorno de la alimentación en 301, 302, una ginecóloga en Push! Push!, y una mujer que demanda a la empresa de su esposo por privarla de una vida sexual en Bedroom and Courtroom (el Dormitorio y la Sala de audiencias).
Su última película fue en 2002 con la comedia de gánster La Familia, en la que interpretaba a una madame. Después participó de la serie Match Made in Heaven  (2004), entrando en un periodo de descanso de cinco años, pero se mantuvo en el ojo público por la liberación de un libro y un vídeo de salud y estilo de vida en el año 2005, y por el lanzamiento de una exitosa línea de lencería femenina llamada Elypry en 2006. También comenzó a presentar talk shows como The Queen and Talk Club Actors, y el programa de larga duración Let Me In.
Reanudó su carrera actoral en el año 2009, con roles protagónicos y de reparto en la comedia romántica The Queen Returns (2009), el drama de misterio Home Sweet Home (2010), el melodrama Bachelor's Vegetable Store (2011), y la comedia Familia (2012).

## Vida personal
Se casó con el empresario Park Min-Seo en 1998, pero el matrimonio terminó en divorcio en mayo de 2005. Tienen una hija, Lee Jin-Yi (de nacimiento Park Ji-Young, 26 de enero de 1999), quien también es modelo y actriz.

## Filmografía

### Series
| Año             | Título                                                  | Red       | Rol                 |
| --------------- | ------------------------------------------------------- | --------- | ------------------- |
| 1983            | Father and Son                                          |           |                     |
| 1983            | MBC Bestseller Theater – The Windmills of My Mind       |           |                     |
| 1984            | MBC Bestseller Theater – Three Women Under the Umbrella | MBC       |                     |
| 1984            | True Love For Wife                                      |           |                     |
| 1985            | Eulalia Grass                                           |           | Hae Bang-Yi         |
| 1986            | First Love                                              |           | Jang Hye-Jin        |
| 1987            | Terms of Endearment                                     | KBS2      | Kim Won-Joo         |
| 1989            | A Happy Woman                                           | MBC       | Song Yeo-Kyung      |
| 1990            | 똠방각하                                                | MBC       | Ryu Choon-Hye       |
| 1990            | Years of Ambition                                       | MBC       | Han Ji-Hye          |
| 1991            | Do You Know Eun Ha-Soo                                  | SBS       | Han Eun-Ji          |
| 1992            | Calendula                                               | SBS       | Han Ji-Woo          |
| 1992            | Ambitions on Sand                                       | SBS       | Yoo Hye-Min         |
| 1994            | There Is No Love                                        | SBS       | Lee Hwa-Young       |
| 1995            | Thaw                                                    | SBS       | Kang Hyun-Jung      |
| 1995            | Korea Gate                                              | SBS       | Suzy Park           |
| 1996            | Lovers                                                  | MBC       | Yoon Yeo-Kyung      |
| 1997            | Cinderella                                              | MBC       | Jang Hye-Jin        |
| 2000            | Legends of Love                                         | SBS       | Jung Young-Hee      |
| 2000            | Rookie                                                  | SBS       | Jo Soo-Mi           |
| 2002            | Man in Crisis                                           | MBC       | Park Geum-Hee       |
| 2004            | Match Made in Heaven                                    | MBC       | Hwang Jong-Hee      |
| 2009            | The Queen Returns                                       | MBC       | Jang Gong-Shim      |
| 2010            | Home Sweet Home                                         | MBC       | Mo Yoon-Hee         |
| 2011            | Bachelor's Vegetable Store                              | Channel A | Choi Kang-Sun       |
| 2012            | Family                                                  | KBS2      | Woo Shin-Hye        |
| 2013            | Passionate Love                                         | SBS       | Hong Nan-Cho        |
| 2015            | The Producers                                           | KBS2      | ella misma (ep.1-2) |
| 2015            | It's Okay Because I Am a Mom                            | MBN       | Na Jong-Hee         |
| 2016            | Legend of the Blue Sea                                  | SBS       | Kang Seo-Hee        |
| 2020 - presente | Homemade Love Story                                     | KBS2      | Kim Jung-won        |

### Películas
| Año  | Título                       | Rol           |
| ---- | ---------------------------- | ------------- |
| 1987 | Our Sweet Days of Youth      | Hye-Rin       |
| 1989 | Gagman                       | Oh Sun-Young  |
| 1990 | The Dream                    | Dal-Rye       |
| 1990 | The Woman Who Walks on Water | Nan-Hee       |
| 1991 | Seoul Evita                  | Lee Sun-Young |
| 1991 | Theresa's Lover              | Theresa       |
| 1994 | Absolute Love                | Eun-Joo       |
| 1995 | 301, 302                     | Yoon-Hee      |
| 1995 | Korean National Flower       | Shin Yoon-Mi  |
| 1997 | Push! Push!                  | Han Jung-Yeon |
| 1998 | A Killing Story              | Marie         |
| 1998 | Bedroom and Courtroom        | Lee Kyung-Ja  |
| 2000 | Love Bakery                  | Han Jung-Hee  |
| 2002 | Family                       | Oh Hae-Sook   |

### Espectáculos de variedades
| Año       | Título           | Red    | Notas |
| --------- | ---------------- | ------ | ----- |
| 2008      | La Reina         | tvN    | Host  |
| 2011-2015 | Let Me In        | O'live | Host  |
| 2013      | Talk Club Actors | MBC    | Host  |

## Libro
| Año  | Título        | Editor    |
| ---- | ------------- | --------- |
| 2005 | Style by Cine | Image Box |

## Premios y nominaciones

### Grand Bell Awards
| Año  | Nominación                        | Categoría                     | Resultado |
| ---- | --------------------------------- | ----------------------------- | --------- |
| 1991 | La Mujer Que Camina sobre el Agua | Mejor Actriz                  | Nominada  |
| 1991 | La Mujer Que Camina sobre el Agua | Premio de Popularidad, Actriz | Ganadora  |

### Paeksang Arts Awards
| Año  | Nominación                        | Categoría                          | Resultado |
| ---- | --------------------------------- | ---------------------------------- | --------- |
| 1991 | La Mujer Que Camina sobre el Agua | Mejor Actriz (Película)            | Nominada  |
| 1991 | Años de Ambición                  | Premio de Popularidad, Actriz (TV) | Ganadora  |
| 1998 | Cenicienta                        | Mejor Actriz (TV)                  | Ganadora  |

### Blue Dragon Film Awards
| Año  | Nominación                        | Categoría             | Resultado |
| ---- | --------------------------------- | --------------------- | --------- |
| 1990 | La Mujer Que Camina sobre el Agua | Mejor Actriz          | Nominada  |
| 1990 | La Mujer Que Camina sobre el Agua | Premio de Popularidad | Ganadora  |
| 1991 | Seúl Evita                        | Mejor Actriz          | Nominada  |

### MBC Drama Awards
| Año  | Nominado trabajo     | Categoría                      | Resultado |
| ---- | -------------------- | ------------------------------ | --------- |
| 1984 | El padre y el Hijo   | Mejor Actriz Revelación        | Ganadora  |
| 1986 | Primer Amor          | Premio a la Excelencia, Actriz | Ganadora  |
| 1996 | Los amantes          | Premio a la Excelencia, Actriz | Ganadora  |
| 1997 | Cenicienta           | Premio a la Excelencia, Actriz | Ganadora  |
| 2004 | Match Made in Heaven | Premio a la Excelencia, Actriz | Nominada  |

### SBS Drama Awards
| Año  | Nominación                    | Categoría                                                | Resultado |
| ---- | ----------------------------- | -------------------------------------------------------- | --------- |
| 2013 | Amor Apasionado               | Premio a la Excelencia, Actriz en un drama diario/semana | Nominada  |
| 2016 | La Leyenda de el Azul del Mar | Premio a la excelencia, actriz en un Drama de Fantasía   | Nominada  |

### Grimae Premios
| Año  | Nominación | Categoría    | Resultado |
| ---- | ---------- | ------------ | --------- |
| 1996 | Lovers     | Mejor Actriz | Ganadora  |

### Korea Broadcasting Producer Awards
| Año  | Nominación | Categoría        | Resultado |
| ---- | ---------- | ---------------- | --------- |
| 1997 | Cenicienta | Mejor Intérprete | Ganadora  |

### KBS Entertainment Awards
| Año  | Nominado trabajo | Categoría                                                   | Resultado |
| ---- | ---------------- | ----------------------------------------------------------- | --------- |
| 2012 | La familia       | Premio a la excelencia, actriz en un programa de variedades | Ganadora  |